# ICD-10 第十八章：症状、体征和临床与实验室异常所见

## R00-R09 涉及循环和呼吸系统的症状和体征
R00-R09 涉及循环和呼吸系统的症状和体征
- R00 心脏搏动异常
- R01 心脏杂音和其他心音
- R02 坏疽，不可归类在他处者
- R03 血压读数异常，无诊断者
- R04 呼吸道出血
- R05 咳嗽
- R06 呼吸异常
- R07 咽痛和胸痛
- R09 累及循环和呼吸系统的其他症状和体征

## R10-R19 涉及消化系统和腹部的症状和体征
R10-R19 涉及消化系统和腹部的症状和体征
- R10 腹部和盆腔痛
- R11 恶心和呕吐
- R12 胃灼热
- R13 咽食困难
- R14 胃肠胀气及相关情况
- R15 大便失禁
- R16 肝大和脾大，不可归类在他处者
- R17 未特指的黄疸
- R18 腹水
- R19 涉及消化系统和腹部的其他症状和体征

## R20-R23 涉及皮肤和皮下组织的症状和体征
R20-R23 涉及皮肤和皮下组织的症状和体征
- R20 皮肤触觉障碍
- R21 皮疹和其他非特异性皮肤疹
- R22 皮肤和皮下组织的局部肿胀、肿物和肿块
- R23 其他皮肤改变

## R25-R29 涉及神经和肌肉骨骼系统的症状和体征
R25-R29 涉及神经和肌肉骨骼系统的症状和体征
- R25 异常的不随意运动
- R26 步态和运动的异常
- R27 其他协调缺乏
- R29 涉及神经和肌肉骨骼系统的其他症状和体征

## R30-R39 涉及泌尿系统的症状和体征
R30-R39 涉及泌尿系统的症状和体征
- R30 与排尿有关的疼痛
- R31 未特指的尿血
- R32 未特指的尿失禁
- R33 尿潴留
- R34 无尿和少尿
- R35 夜尿症
- R36 尿道排出物
- R39 累及泌尿系统的其他症状和体征

## R40-R46 涉及认知、感觉、情绪状态和行为的症状和体征
R40-R46 涉及认知、感觉、情绪状态和行为的症状和体征
- R40 木僵、嗜睡和昏迷
- R41 涉及认知功能和意识的其他症状和体征
- R42 头晕和眩晕
- R43 嗅觉和味觉障碍
- R44 涉及一般感觉和知觉的其他症状和体征
- R45 涉及情绪状态的症状和体征
- R46 涉及外貌与行为的症状和体征

## R47-R49 涉及言语和语音的症状和体征
R47-R49 涉及言语和语音的症状和体征
- R47 言语障碍，不可归类在他处者
- R48 诵读困难和其他象征性机能障碍，不可归类在他处者
- R49 语音障碍

## R50-R69 一般症状和体征
R50-R69 一般症状和体征
- R50 原因不明的发热
- R51 头痛
- R52 疼痛，不可归类在他处者
- R53 不适和疲劳
- R54 衰老
- R55 晕厥和虚脱
- R56 惊厥，不可归类在他处者
- R57 休克，不可归类在他处者
- R58 出血，不可归类在他处者
- R59 淋巴结增大
- R60 水肿，不可归类在他处者
- R61 多汗症
- R62 未达到预期正常生理发育水平
- R63 有关食物和液体摄取的症状和体征
- R64 恶病质
- R68 其他的一般症状和体征
- R69 原因不知和原因未特指的发病

## R70-R79 血液检查的异常所见，无诊断者
R70-R79 血液检查的异常所见，无诊断者
- R70 红细胞沉降率升高和血浆粘滞度异常
- R71 红细胞异常
- R72 白细胞异常，不可归类在他处者
- R73 血糖水平升高
- R74 血清酶水平异常
- R75 人类免疫缺陷病毒的实验鉴定
- R76 其他血清免疫学异常所见
- R77 血浆蛋白的其他异常
- R78 血中发现通常不出现的药物和其他物质
- R79 血液化学的其他异常所见

## R80-R82 尿检查的异常所见，无诊断者
R80-R82 尿检查的异常所见，无诊断者
- R80 孤立性蛋白尿
- R81 葡萄糖尿
- R82 尿的其他异常所见

## R83-R89 其他液体、体内物质和组织检查的异常所见，无诊断者
R83-R89 其他液体、体内物质和组织检查的异常所见，无诊断者
- R83 脑脊液的异常所见
- R84 呼吸器官和胸腔标本的异常所见
- R85 消化器官和腹腔标本的异常所见
- R86 男性生殖器官标本的异常所见
- R87 女性生殖器官标本的异常所见
- R89 其他器官、系统和组织标本的异常所见

## R90-R94 诊断性影像和功能检查的异常所见，无诊断者
R90-R94 诊断性影像和功能检查的异常所见，无诊断者
- R90 中枢神经系统诊断性影像检查的异常所见
- R91 肺诊断性影像检查的异常所见
- R92 乳房诊断性影像检查的异常所见
- R93 其他身体结构诊断性影像检查的异常所见
- R94 功能检查的异常结果

## R95-R99 原因不明确和原因不知的死亡
R95-R99 原因不明确和原因不知的死亡
- R95 婴儿猝死综合征
- R96 其他猝死，原因不明者
- R98 无人在场的死亡
- R99 其他原因不明确和未特指原因的死亡